# پاریل
پاریل (به بلغاری: Paril) یک منطقهٔ مسکونی در بلغارستان است که در شهرستان هاجیدیموفو واقع شده‌است.